# Бумсланг
Бумсла́нг африка́нський  (Dispholidus typus) — єдиний представник роду отруйних змій Dispholidus родини Colubridae. Один з представників задньобороздчатих змій, що можуть становити небезпеку для життя людини. Ця струнка, з короткою головою, довгим тілом і хвостом змія досягає 1,5 — 2 м довжини. Забарвлення дуже мінливе. Верхня сторона тіла буває зовсім зелена або зелена із чорними смугами й плямами, маслинова, коричнева або зовсім чорна; черево звичайно жовтувате або жовтувато-зелене. Отруйна змія.

## Спосіб життя
Поширений у Південній і Південно-Західній Африці, де дуже звичайний, а місцями й численний. Тримається головним чином у чагарникових заростях з домішкою деревної рослинності, особливо мімоз й акацій. Ці змії чудово лазять і настільки добре імітують своїм тілом гілки, що відомі випадки, коли на них сідали уведені в оману птахи. Настільки ж спритний бумсланг і на землі, куди нерідко опускається в пошуках здобичі або для кладки яєць. Улюблену їжу цієї змії становлять деревні ящірки, особливо хамелеони, пташенята і яйця. На землі полює за ящірками, іншими зміями й жабами, не відмовляючись також від великих гусениць і інших личинок комах. Чекаючи птахів на деревах, бумсланг годинами лежить зовсім нерухомо серед сучків і листя. Коли птах сідає поблизу, змія стрімко викидає передню частину тулуба, і перш ніж жертва встигає отямитися, вона вже буває схоплена зубами хижака. Спроб здавити й утримати кільцями свого тіла жертву, що пручається, бумсланг не робить; через одну-дві хвилини здобич виявляється паралізованої отрутою й змія її спокійно ковтає.
Помітивши бумсланга біля свого гнізда, птахи звичайно здіймають тривогу, на їхні голоси злітаються інші пернаті й із тривожними лементами літають навколо грабіжника. Це мало турбує змію — піднявши голову й додавши тілу зручний кут для кидка, вона зберігає повну нерухомість, але варто необережному птахові занадто наблизитись, як змія її схоплює на лету.

## Розмноження
Яйця в числі 12 — 23 штук самиці відкладають на землі, або в густих сплетеннях деревних крон, у дуплах дерев, пташиних гніздах. У цей час достеменно відомо кілька смертних випадків у результаті укусу цієї змій. Один з найтрагічніших випадків відбувся в 1957 р., коли від укусу бумсланга загинув знаний американський зоолог, фахівець із плазунів Карл Патерсон Шмідт. Збереглися докладні записи розвитку послідовних симптомів отруєння, які вчений вів до останніх годин життя. Разом із цим є безліч прикладів, коли на людей напав бумсланг, але це не призвело до трагічних наслідків.

## Отрута
Маючи справу з людьми й великими тваринами, бумслангу з чисто механічних причин важко здійснити смертельний укус. Тому число нещасних випадків із цією змією дуже невелике. Якщо ж отрута все-таки потрапила в кров, вона негайно починає свою руйнівну роботу. Проведені досліди показали, що всі вкушені бумслангом кури й качки гинули не пізніше ніж через 20 хвилин, причому перші ознаки отруєння, що супроводжуються паралічем, проявлялися вже в перші дві-три хвилини після укусу. Отрута цієї змії діє на піддослідних птахів швидше, ніж отрута кобри, і значно більш токсична, ніж отрута африканської гадюки. Небезпека зустрічі з бумслангом трохи зменшується тим, що ця змія мирної вдачі, при зустрічі з людиною завжди намагається зникнути, і потрібно докласти спеціальних зусиль, щоб привести її в агресивний настрій. Роздратований бумсланг піднімає вертикально вгору передню частину тіла й сильно роздмухує шию.